# Physoconops costaricensis
Physoconops costaricensis är en tvåvingeart som först beskrevs av Krober 1927.  Physoconops costaricensis ingår i släktet Physoconops och familjen stekelflugor. Inga underarter finns listade i Catalogue of Life.